# اگر بمیری، می‌کشمت
اگر بمیری، می کشمت (به فرانسوی Si tu meurs, je te tue) فیلمی به کارگردانی هنر سلیم و محصول سال ۲۰۱۱ کشور فرانسه است. در این فیلم نقش‌های اصلی را گلشیفته فراهانی و ژونتان زکی بازی کرده‌اند.

## خلاصه داستان
فیلیپ (ژونتان زکی) به تازگی از زندان آزاد شده که با اودل (بیلی دمیرتاس) یک مرد کردی که به دنبال جنایتکار عراقی است ملاقات می‌کند. این دو باهم دوست می‌شوند، اودل برنامه‌ریزی می‌کند که نامزدش را هم به پاریس بیاورد اما مدتی بعد اودل می‌میرد، سیبا (گلشیفته فراهانی) به پاریس می‌رسد و از مرگ نامزدش باخبر می‌شود…

## داستان فیلم
مردی کرد تبار به نام «اَودال» به صورت اتفاقی در کافه‌ای با مردی فرانسوی به نام «فییلیپ» آشنا می‌شود و این آشنایی به دوستی و اقامت آن دو در آپارتمان فیلیپ می‌انجامد.
فیلیپ چیز زیادی از گذشته اودال نمی‌داند. فیلیپ با اودال در ایستگاه اتوبوسی قرار می‌گذارد. اودال در مسیر دچار حمله قلبی شده و وقتی به قرار می‌رسد که مرده‌است.
فیلیپ از این نقطه به بعد با تحویل جسد اودال برای مراسم تدفین در جریان زندگی خصوصی اودال قرار می‌گیرد و سعی می‌کند خانواده او و بویژه نامزدش سیبا را از موضوع مرگ اودال مطلع کند.
در این مسیر با تعدادی از کردتباران ساکن فرانسه ارتباط می‌گیرد تا شاید از طریق آنها بتواند شماره یا نشانی از اودال و گذشته اش پیدا کند و چون سرانجام این جستجوگری بی‌نتیجه می‌ماند با پرداخت هزینه به سوزاندن جسد اودال و تحویل گرفتن خاکستر او اقدام می‌کند.
از طرف دیگر سیبا بدون اطلاع از مرگ نامزدش به فرانسه سفر می‌کند و در فرودگاه به انتظار او می‌نشیند.
آوارگی سیبا در پاریس و تلاش‌های نافرجام فیلیپ برای پیدا کردن سیبا در دو مسیر موازی ادامه می‌یابد و در این میان جمعیت کرد تبار ساکن فرانسه که فیلیپ برای کمک به آنها مراجعه می‌کند مانع از این دیدار می‌شوند و خودشان را به سیبا به عنوان دوستان اودال معرفی کرده و او را نزد خود می‌آورند و از طرف دیگر به پدر اودال در کردستان نیز موضوع را اطلاع می‌دهند.
سیبا وقتی آنها به فرانسه مشغول گفتگو درباره او هستند متوجه دروغگویی آنها می‌شود و آنها مجبور می‌شوند دربارهٔ فیلیپ توضیح دهند. با ورود پدر اودال به فرانسه فیلیپ خاکستر اودال را به او تجویل می‌دهد و با واکنش نامناسب پدر او مواجه می‌شود که چرا جسدد او را سوزانده است و از جمع کردها می‌گریزد.
سیبا همراه با پدر اودال در هتلی اقامت می‌کنند تا طی روزهای آتی به کردستان بازگردند. سیبا مترصد فرصتی است تا از فیلیپ برای رفتار پدر اودال عذرخواهی کند و به دیدار او در آپارتمانش می‌رود.
در بازگشت پدر اودال متوجه موضوع می‌شود و با او برخورد می‌کند و پاسپورتش را از او می‌گیرد. به دنبال این اتفاق سیبا به خانه فیلیپ کوچ می‌کند و آنجا اقامت می‌گزیند.
پدر اودال تصمیم می‌گیرد از فیلیپ برای تحریک سیبا انتقام بگیرد امادر آخرین لحظه از این کار منصرف می‌شود. در نمای آخر فیلم سیبا از پدر اودال و فیلیپ به عنوان دو نماد سنت و احساس، جدا می‌شود و برای شروع زندگی جدید در دل پاریس گم می‌شود.